# Herb gminy Męcinka
Herb gminy Męcinka – jeden z symboli gminy Męcinka.

## Wygląd i symbolika
Herb przedstawia na tarczy dzielonej w pas w polu górnym złotym sierp czarnego półksiężyca z wyrastającym z jego środka krzyżem, natomiast w polu dolnym srebrno-czerwoną szachownicę (symbol księstwa brzesko-legnickiego). Herb wielki gminy zawiera dodatkowo dwa czerwone lwy-trzymacze i złotą wstęgę z czerwoną nazwą gminy.